# Carlos Reyes Avilés
Gral.  Carlos Reyes Arias fue un militar mexicano que participó en la Revolución mexicana. Nació en la ciudad de Durango en 1893. En 1913 ingresó al Ejército Libertador del Sur, con el grado capitán segundo, adscrito al Estado Mayor del general Emiliano Zapata. Posteriormente fue secretario del cuartel general, con el grado de coronel, y luego fue secretario particular de Zapata. Participó varias veces en diversas acciones de armas. Cuando fue asesinado Zapata en Chinameca, Morelos, Carlos Reyes Avilés redactó el parte oficial de su muerte. En septiembre de 1919 solicitó licencia para separarse Ejército Libertador del Sur. En 1924 y 1925 fue diputado al Congreso de la Unión. Trabajó a favor de la Reforma Agraria y de la aplicación de las leyes agraristas conquistadas por la Revolución; fue director de la Organización Agraria Ejidal, en el Departamento Agrario. Además escribió en 1928 Cartones Zapatistas y en 1934 Biografía del Gral. Emiliano Zapata y parte oficial de su muerte. Murió en la Ciudad de México en 1954.